# Liste des records des Canadiens de Montréal
Cette liste contient les records individuels et d'équipe des Canadiens de Montréal.

## Records d'équipe

### En une saison
| Plus de points              | 132  | 1976-1977 |
| Plus de victoires           | 60   | 1976-1977 |
| Plus de défaites            | 49   | 2021-2022 |
| Plus de matchs nuls         | 23   | 1962-1963 |
| Plus de buts pour           | 387  | 1976-1977 |
| Plus de buts contre         | 319  | 2021-2022 |
| Moins de points             | 55   | 2021-2022 |
| Moins de victoires          | 22   | 2021-2022 |
| Moins de défaites           | 8    | 1976-1977 |
| Moins de matchs nuls        | 5    | 1983-1984 |
| Moins de buts pour          | 155  | 1952-1953 |
| Moins de buts contre        | 131  | 1955-1956 |
| Plus de minutes de pénalité | 1847 | 1995-1996 |
| Plus de jeux blancs         | 22   | 1928-1929 |

### En un match
| Plus de buts | 16 | 3 mars 1920 |

### Séquences
| Séquences victorieuses   | Séquences victorieuses | Séquences victorieuses                                                                   |
| ------------------------ | ---------------------- | ---------------------------------------------------------------------------------------- |
| Au total                 | 12                     | 6 janvier 1968 - 3 février 1968                                                          |
| Domicile                 | 13                     | 2 novembre 1943 - 8 janvier 1944, 30 janvier 1977 - 26 mars 1977                         |
| Étranger                 | 8                      | 18 décembre 1977 - 18 janvier 1978, 21 janvier 1982 - 21 février 1982                    |
| Séquences perdantes      |                        |                                                                                          |
| Au total                 | 12                     | 13 février 1926 - 13 mars 1926                                                           |
| Domicile                 | 7                      | 16 décembre 1939 - 18 janvier 1940, 28 octobre 2000 - 25 novembre 2000                   |
| Étranger                 | 10                     | 16 janvier 1926 - 13 mars 1926                                                           |
| Séquences sans défaites  |                        |                                                                                          |
| Au total                 | 28                     | 18 décembre 1977 - 23 février 1978 (23V, 5N)                                             |
| Domicile                 | 34                     | 1er novembre 1976 - 2 avril 1977 (28V, 6N)                                               |
| Étranger                 | 23                     | 27 novembre 1974 - 12 mars 1975 (14V, 9N)                                                |
| Séquences sans victoires |                        |                                                                                          |
| Au total                 | 12                     | 13 février 1926 - 13 mars 1926 (12D), 28 novembre 1935 - 29 décembre 1935 (8D, 4N)       |
| Domicile                 | 15                     | 16 décembre 1939 - 7 mars 1940 (12D, 3N)                                                 |
| Étranger                 | 12                     | 26 novembre 1933 - 28 janvier 1934 (8D, 4N), 20 octobre 1951 - 13 décembre 1951 (8D, 4N) |

## Records individuels

### En carrière
| Plus de saisons                      | 20   | Henri Richard, Jean Béliveau |
| Plus de matchs                       | 1256 | Henri Richard                |
| Plus de buts                         | 544  | Maurice Richard              |
| Plus de passes                       | 728  | Guy Lafleur                  |
| Plus de points                       | 1246 | Guy Lafleur (518B, 728P)     |
| Plus de minutes de pénalité          | 2248 | Chris Nilan                  |
| Plus de jeux blancs                  | 75   | George Hainsworth            |
| Plus de matchs joués consécutivement | 560  | Doug Jarvis                  |
| Plus de Coupe Stanley                | 11   | Henri Richard                |

### En une saison
| Plus de buts                | 60  | Steve Shutt (1976-77), Guy Lafleur (1977-1978)                         |
| Plus de passes              | 82  | Pete Mahovlich (1974-1975)                                             |
| Plus de points              | 136 | Guy Lafleur (1976-1977, 56B, 80P)                                      |
| Plus de minutes de pénalité | 358 | Chris Nilan (1984-1985)                                                |
| Plus de points (Défenseur)  | 85  | Larry Robinson (1976-1977, 19B, 66P)                                   |
| Plus de points (Recrue)     | 71  | Mats Naslund (1982-1983, 26B, 45P), Kjell Dahlin (1985-1986, 32B, 39P) |
| Plus de jeux blancs         | 22  | George Hainsworth (1928-1929)                                          |
| Plus de Coupe Stanley       | 24  | 1916-1993                                                              |

### En un match
| Plus de buts   | 6 | Newsy Lalonde (10 janvier 1920)                                                    |
| Plus de passes | 6 | Elmer Lach (6 février 1943)                                                        |
| Plus de points | 8 | Maurice Richard (28 décembre 1944, 5B, 3P), Bert Olmstead (9 janvier 1954, 4B, 4P) |